# The Main Force
The Main Force es un álbum de jazz del baterista Elvin Jones grabado en 1976 y lanzado bajo el sello de Vanguard label.

## Recibimiento
La crónica de Allmusic calificó al álbum con 2½ estrellas, argumentando que "Este lanzamiento inconsistente de 1976 por el grandioso Elvin Jones es más exitoso cuando recurre al high-energy, avanzado e intenso estilo hard bop del periodo post-Coltrane del baterista. Es un caso diferente cuando se refiere a la acomodación de fusión superflua".

## Listado de canciones
1. "Salty Iron" (Ryo Kawasaki) - 5:19
2. "Sweet Mama" (Gene Perla) - 6:25
3. "Mini Modes" (David Williams) - 10:35
4. "Philomene" (Ed Bland) - 4:37
5. "Song of Rejoicing After Returning from a Hunt" (Traditional arranged by Gene Perla) - 15:42

## Créditos
- Elvin Jones  - batería
- Pat LaBarbera, David Liebman (pistas 1 & 2), Steve Grossman, (tracks 2-5), Frank Foster (pistas 3-5) - reeds
- Albert Dailey - teclados
- Ryo Kawasaki - guitarra
- David Williams - bajo
- Dave Johnson (tracks 1 & 2), Angel Allende (pistas 3-5) - percusión